# 이오지마촌
이오지마촌(硫黄島村)은 도쿄도 오가사와라 지청에 일찍이 존재했던 촌이다.

## 지리
이오섬의 촌역으로 구성되어 있었고, 1942년 당시 면적은 20.19제곱킬로미터였다고 한다.
현재는 해상자위대가 관리하는 이오지마 항공기지가 설치되어 전역이 그 기지의 부지로 되어 있기 때문에 구 섬사람들의 위령이나 기지시설 공사 등의 예외를 제외하고 일반 민간인 및 자위대원 이외의 공무원이 섬에 출입하는 것은 원칙적으로 금지되어 있다.

## 연혁
- 1940년 : 보통 정촌제가 시행되었다.
- 1943년 : 도쿄도로 승격되었다.
- 1946년 : 미군의 통치하에 들어갔다.
- 1952년 : 샌프란시스코 강화 조약에 따라 5촌은 일본 정부의 행정 관할에서 분리되어 미국의 신탁 통치령이 되었다.
- 1968년 6월 26일 : 미국에서 일본으로 반환됨과 동시에 오가사와라 지청의 전 촌이 합쳐져 오가사와라촌이 되었다

## 인구
| 1937년 | 1,145 |

## 참고문헌
- 東京府知事官房調査課 編『東京府市町村勢要覧』1942年12月25日。NDLJP:1277222。